# Héctor Scotta
Héctor Scotta (San Justo, 27 september 1950) is een voormalig Argentijnse voetballer. Hij werd in 1975 topschutter van zowel de Metropolitano-competitie als de Nacional en is de jongere broer van Néstor Scotta, ook een profvoetballer.
Na één seizoen bij Unión de Santa Fe maakte hij de overstap naar topclub San Lorenzo. In 1974 won hij met de club het Nacionalkampioenschap. In 1975 werd hij verkozen tot Argentijns voetballer van het jaar. Enkel Archie Stark en Ferenc Deák konden in één seizoen meer goals scoren als Scotta. Hij is wel de speler met het meeste goals in één kalenderjaar. Door de vele successen maakte hij midden jaren zeventig de overstap naar buitenlandse clubs en had ook bij Grêmio succes. Hij keerde in 1980 terug naar Argentinië. Zijn laatste seizoen op het hoogste niveau was in 1982 bij Boca Juniors. Tot 1986 speelde hij nog bij clubs in de tweede klasse. 